# 滋賀県道286号大浦沓掛線
滋賀県道286号大浦沓掛線（しがけんどう286ごう おおうらくつかけせん）は、滋賀県長浜市を通る一般県道である。

## 概要
長浜市西浅井町大浦から長浜市西浅井町沓掛に至る。
終点から福井県境まで2 km程の距離にある。

### 路線データ
- 起点：滋賀県長浜市西浅井町大浦（永原交差点、国道303号交点、滋賀県道557号西浅井マキノ線起点）
- 終点：滋賀県長浜市西浅井町沓掛（国道8号交点）
- 総延長：6.9 km

## 地理

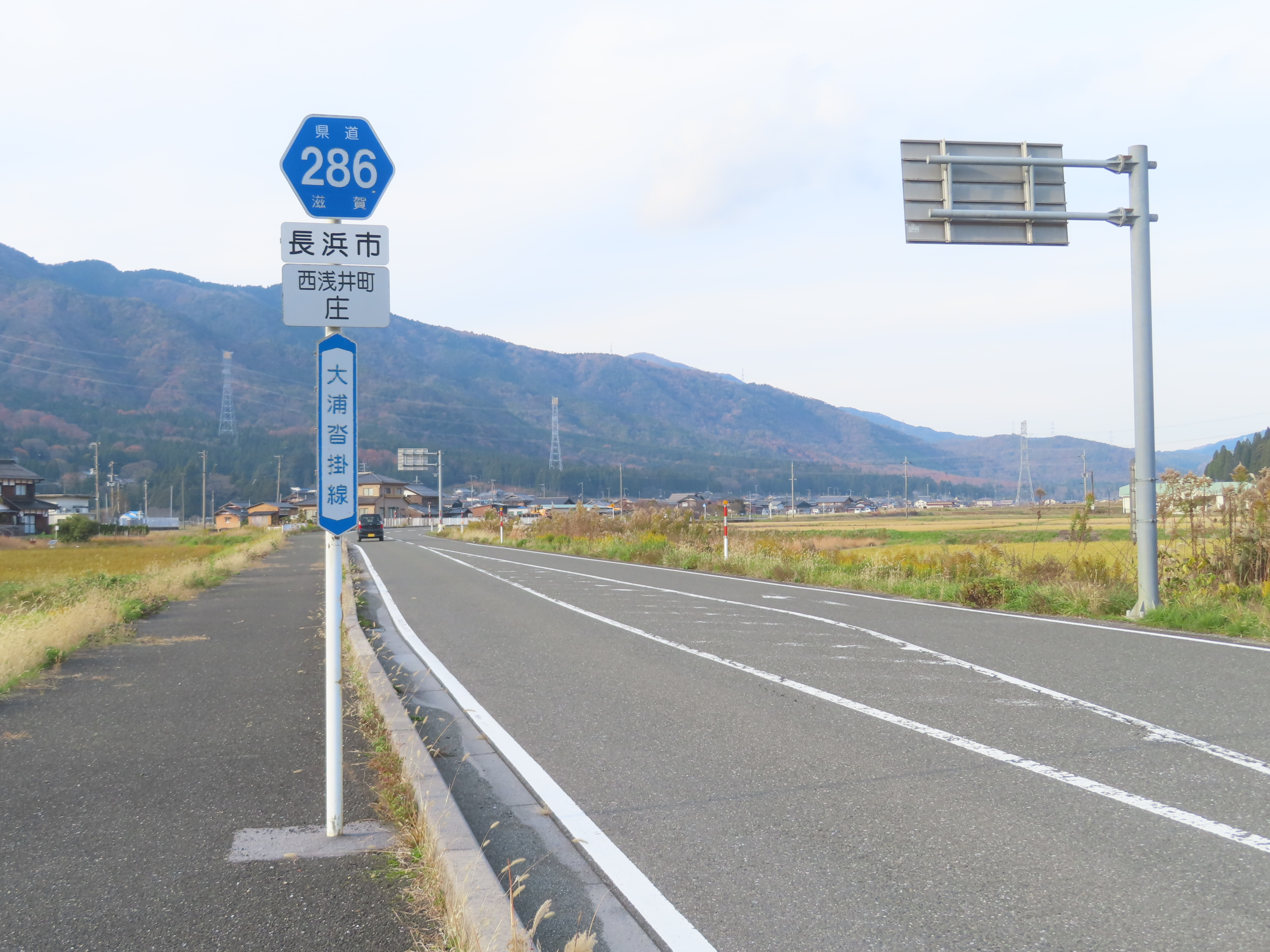
長浜市西浅井町庄
（2023年12月）

### 通過する自治体
- 長浜市

### 交差する道路
| 交差する道路                          | 交差する場所 | 交差する場所      |
| ------------------------------------- | ------------ | ----------------- |
| 国道303号 滋賀県道557号西浅井マキノ線 | 西浅井町大浦 | 永原交差点 / 起点 |
| 国道8号                               | 西浅井町沓掛 | 終点              |

### 沿線
- NTT西日本 滋賀支店近江大浦別館
- JR西日本湖西線 永原駅
- 和蔵堂
- 長緑寺